# Volpino italiano
Il volpino italiano (detto anche «pomacchio» o «pumetto» oppure «volpino di Firenze») è un cane di tipo spitz originario dell'Italia.

## Origini
Il volpino o vaglió (detto anche cane di masseria) è un cane di origini molto antiche, come il ceppo degli spitz a cui appartiene e di cui si trovano tracce fin dall'età del bronzo.
Certamente era già diffuso nel Rinascimento dove appare in alcune raffigurazioni dell'epoca, come nel dipinto Sant'Agostino nello studio di Vittore Carpaccio, datato 1502. La razza ha rischiato di scomparire intorno al 1965, quando risultavano iscritti al LOI solo cinque soggetti. Oggi, il pericolo estinzione sembra scongiurato.

## Carattere
Anche se di piccole dimensioni, è un cane assai determinato ed energico, ma anche allegro e giocherellone ed estremamente legato ai padroni. È molto territoriale e temerario nel difendere le cose ritenute di sua proprietà. Sempre attento e vigile, possiede una sorprendente intelligenza. Può tranquillamente vivere in giardino o in casa (anche se di piccole dimensioni), ma necessita di uscire abbastanza spesso per sviluppare un carattere socievole con gli altri cani.

## Rapporto del volpino con l'uomo
Il volpino, pur essendo molto versatile, è soprattutto un cane da compagnia, un tempo assai apprezzato in ambienti aristocratici. Adatto alla guardia, spesso accompagnava i carrettieri, difendendo il carro durante le soste, o i pastori, cui dava l'allarme in caso di pericolo per il gregge. È inoltre molto adatto ai bambini poiché, nonostante le piccole dimensioni, non è per nulla timoroso, si trova bene anche in contesti rumorosi ed è sempre pronto al gioco e alle affettuosità. Può abbaiare molto a seconda del carattere, ma sa contenere i comportamenti indesiderati. È adatto anche come primo cane.
Molto adatto per l'Agility Dog.

## Alimentazione ed accorgimenti
Non necessita di particolari accorgimenti alimentari o di altro tipo; il mantello non richiede cure particolari perché la tessitura vitrea del pelo lo preserva naturalmente dallo sporco. 
È una razza molto solida e longeva e, di solito, non presenta particolari problemi di salute.

## Galleria d'immagini

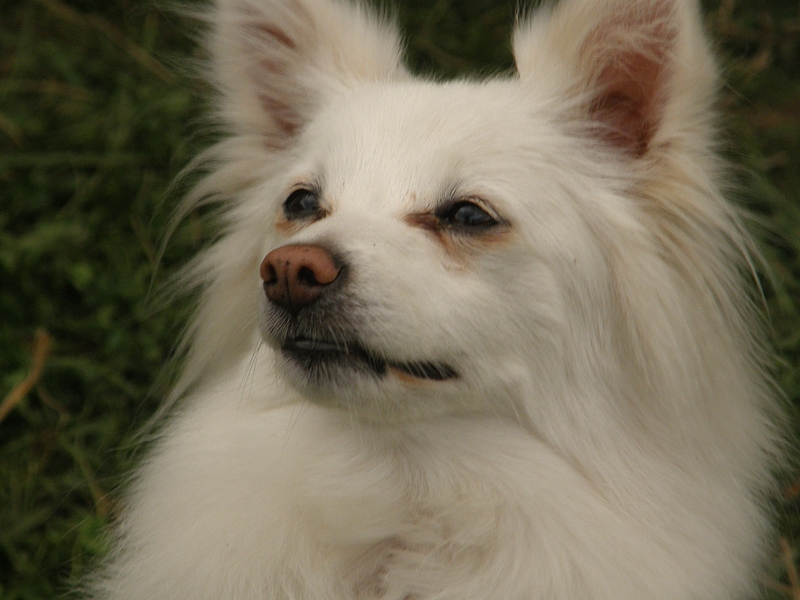
Primo piano di volpino italiano
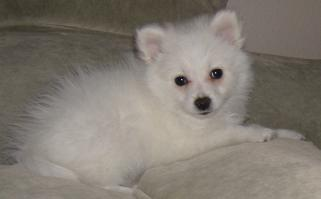
Cucciolo di volpino
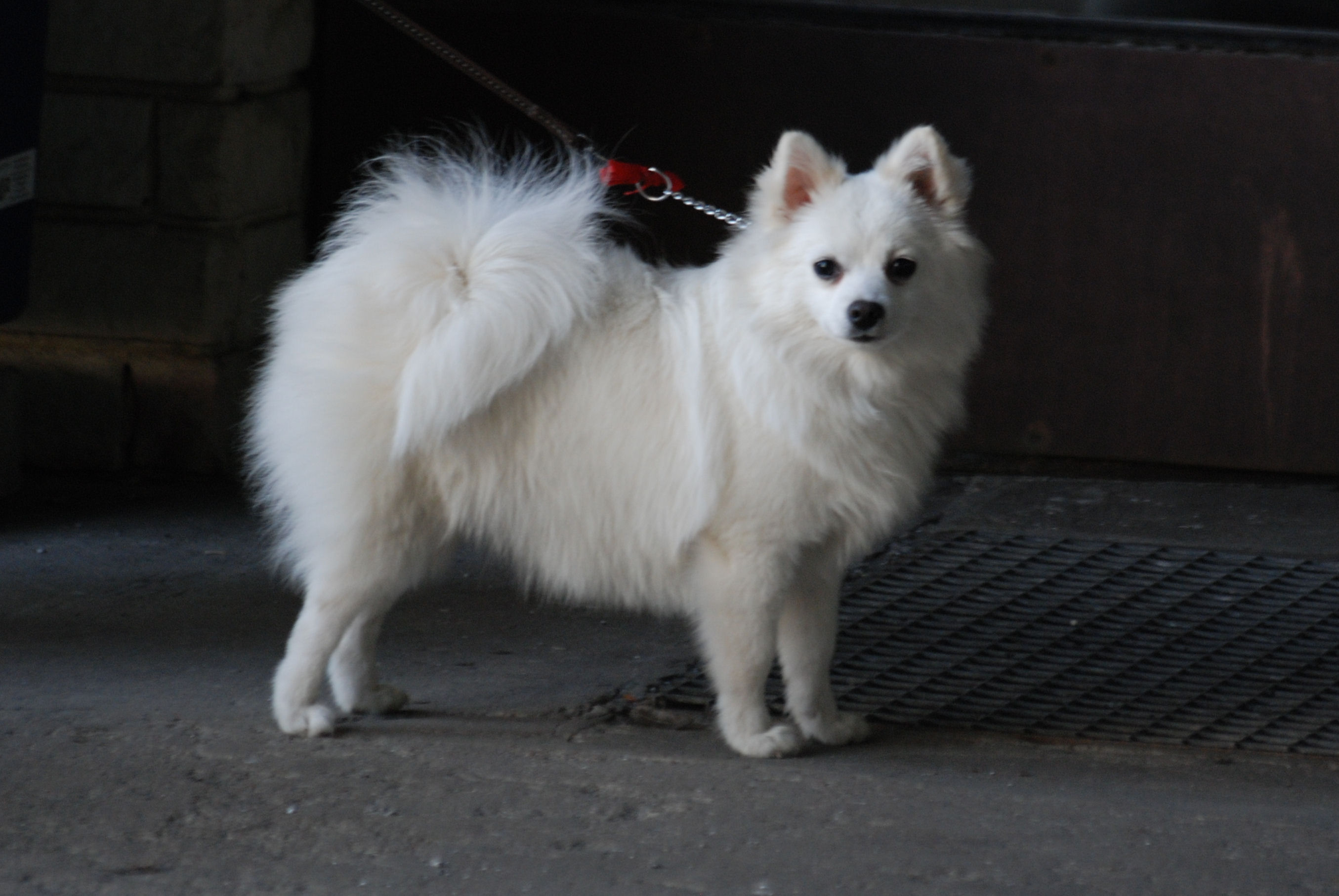
Volpino italiano di taglia piccola
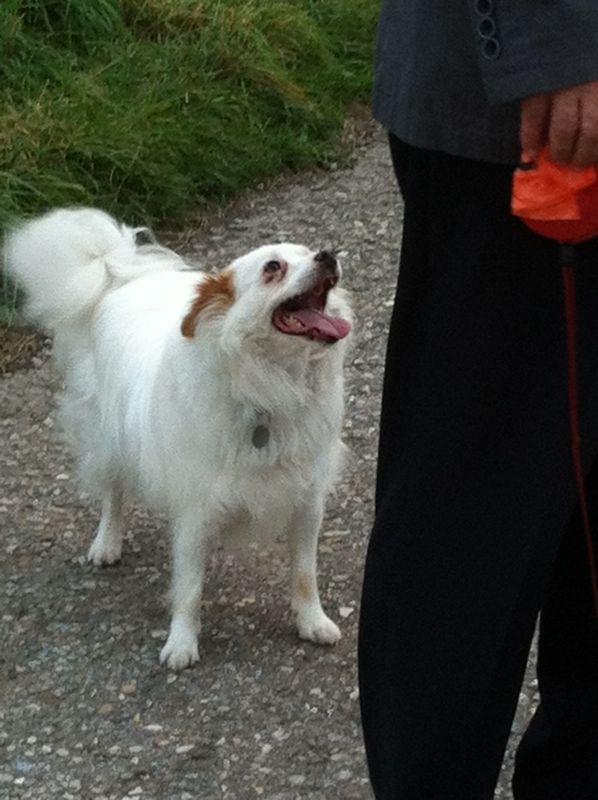
Un "mezzo volpino", meticcio di volpino italiano molto diffuso